# Don't Forget to Remember Me
Don't Forget To Remember Me è una canzone scritta da Morgane Hayes, Kelley Lovelace e Ashley Gorley, ed è stato pubblicato come terzo singolo dall'album di debutto di Carrie Underwood, Some Hearts. La canzone è riuscita ad arrivare alla posizione n. 2° della classifica delle canzoni country americane, mentre sulla classifica U.S. Billboard Hot 100 e U.S Billboard Pop 100 è arrivata a posizionarsi rispettivamente alle posizioni 49° e 77°.

## Video musicale
Nel video musicale, trasmesso in anteprima su CMT il 16 marzo 2006. Underwood viene mostrata mentre scende da un autobus e firma immediatamente autografi, mentre nel prosieguo della canzone Underwood, nella sua nuova casa, ha dei flashback di quando caricava la sua Chevy con l'attrezzatura e abbracciava sua madre, come canta nella canzone "We were loading up that Chevy both tryin' not to cry". La Underwood canta anche mentre si avvicina a un telefono pubblico per chiamare la madre e alla fine del video musicale sale sul palco e canta in un grande auditorium vuoto. La madre della Underwood appare nel video nei panni di se stessa.

## Classifiche
| Classifiche (2006)                       | Posizione massima |
| ---------------------------------------- | ----------------- |
| U.S. Billboard Hot Country Songs         | 2                 |
| U.S. Billboard Hot 100                   | 49                |
| U.S. Billboard Pop 100                   | 77                |
| Canadian Radio & Records Country Singles | 3                 |